# Тюбень-Эли
Тюбе́нь-Эли́ (укр. Тюбень-Елі, крымскотат. Töben Eli, Тёбен Эли) — исчезнувшее село в Белогорском районе Республики Крым, на территории Зеленогорского сельсовета. Располагалось в центре района, в горах Внутренней гряды Крымских гор, в балке на правой стороне долины реки Сарысу, примерно в 1,5 км южнее современного села Новоклёново.

## История
Первое документальное упоминание села встречается в Камеральном Описании Крыма… 1784 года, судя по которому, в последний период Крымского ханства Тюкей Эли входил в Борулчанский кадылык Карасубазарского каймаканства. После присоединения Крыма к России (8) 19 апреля 1783 года, (8) 19 февраля 1784 года, именным указом Екатерины II сенату, на территории бывшего Крымского Ханства была образована Таврическая область и деревня была приписана к Симферопольскому уезду. После Павловских реформ, с 1796 по 1802 год, входила в Акмечетский уезд Новороссийской губернии. По новому административному делению, после создания 8 (20) октября 1802 года Таврической губернии, Тюбень-Эли был включён в состав Аргинской волости Симферопольского уезда.
По Ведомости о всех селениях в Симферопольском уезде состоящих с показанием в которой волости сколько числом дворов и душ… от 9 октября 1805 года в деревне Тюбек-Эли числилось 12 дворов и 59 жителей, исключительно крымские татары. На военно-топографической карте генерал-майора Мухина 1817 года обозначена деревня Тюбень-Эли как Тобен хиели с 10 дворами. После реформы волостного деления 1829 года Тубек Эли, согласно «Ведомости о казённых волостях Таврической губернии 1829 года», остался в составе преобразованной Аргинской волости. На карте 1836 года в деревне 18 дворов. Затем, видимо, в результатеэмиграции крымских татар, деревня заметно опустела и на карте 1842 года деревня Тюбень-Эли обозначена условным знаком «малая деревня», то есть, менее 5 дворов.
В 1860-х годах, после земской реформы Александра II, деревню приписали к Зуйской волости, в которой состояла до советских административных реформ 1920-х годов. В «Списке населённых мест Таврической губернии по сведениям 1864 года», составленном по результатам VIII ревизии 1864 года, Тубень-Эли — эмиграции крымских татар татарская деревня с 14 дворами, 57 жителями и мечетью при речке Сары-Су. По обследованиям профессора А. Н. Козловского начала 1860-х годов, в селении «имеются в изобилии родники и горные ручейки», также были колодцы с пресной водой глубиной не более 3—5 саженей (6—10 м). На трёхверстовой карте Шуберта 1865—1876 года в деревне Тюбень-Эли обозначено 9 дворов. В «Памятной книге Таврической губернии 1889 года» деревня по неизвестной пока причине не записана.
После земской реформы 1890-х годов деревня осталась в составе преобразованной Зуйской волости. Согласно «…Памятной книжке Таврической губернии на 1892 год», в деревне Тюбень-Эли, входившей в Аргинское сельское общество, было 107 жителей в 13 домохозяйствах, владевших (совместно с жителями соседних деревень Чердаклы и Кырда-Эли 1337 десятинами земли. На подробной карте 1893 года в деревне обозначено 17 дворов с татарским населением По «…Памятной книжке Таврической губернии на 1902 год» в деревне Тюбень-Эли, входившей в Аргинское сельское общество, числилось 111 жителей в 13 домохозяйствах. По Статистическому справочнику Таврической губернии. Ч.II-я. Статистический очерк, выпуск шестой Симферопольский уезд, 1915 год, в деревне Тюбень-Эли (на земле Скирмунд и Уланова) Зуйской волости Симферопольского уезда числилось 16 дворов с татарским населением в количестве 85 человек приписных жителей, из которых 45 мужчин и 40 женщин. Жители владели 64 десятинами удобной земли. В хозяйствах имелось 25 лошадей, 20 волов, 14 коров и 94 головы мелкого скота.
После установления в Крыму Советской власти, по постановлению Крымревкома от 8 января 1921 года была упразднена волостная система и село вошло в состав вновь созданного Карасубазарского района Симферопольского уезда, а в 1922 году уезды получили название округов. 11 октября 1923 года, согласно постановлению ВЦИК, в административное деление Крымской АССР были внесены изменения, в результате которых округа ликвидировались, Карасубазарский район стал самостоятельной административной единицей и село включили в его состав. Согласно Списку населённых пунктов Крымской АССР по Всесоюзной переписи 17 декабря 1926 года, в селе Тобен-Эли, центре упразднённого к 1940 году Тобен-Элинского сельсовета Карасубазарского района, числилось 17 дворов, все крестьянские, население составляло 75 человек, все татары. По данным всесоюзной переписи населения 1939 года в селе проживало 74 человека. Село отмечено на двухкилометровой карте Генштаба Красной армии 1942 года. В последний раз в доступных источниках Чардаклы встречается в «Журнале боевых действий военно-экономической инспекции 105 (Крым) с 1 октября 1943 по 31 декабря 1943 года», согласно которому в период оккупации Крыма, 17 и 18 декабря 1943 года, в ходе операций «7-го отдела главнокомандования» 17 армии вермахта против партизанских формирований, была проведена операция по заготовке продуктов с массированным применением военной силы, в результате которой село Тюбень-Эли было сожжено и все жители вывезены в Дулаг 241. В указах о переименованиях 1945 и 1948 годов уже не встречается.

### Динамика численности населения
| - 1805 год — 59 чел. - 1864 год — 57 чел. - 1892 год — 107 чел. - 1902 год — 111 чел. | - 1915 год — 85 чел. - 1926 год — 75 чел. - 1939 год — 74 чел. |